# أوكاياما (محافظة)
محافظة أوكاياما (باليابانية: 岡山県، أوكاياما-كن) إحدى محافظات اليابان، تقع في منطقة تشوغوكو، جنوب جزيرة هونشو. عاصمتها مدينة أوكاياما.

## توأمة
لأوكاياما (محافظة) اتفاقيات توأمة مع كل من:
- جيانغشي (1 يونيو 1992 - )[5]
- جنوب أستراليا (7 مايو 1993 - )[5]
- بونه (19 يناير 2006 - )[5]
- بيمبري شينشواد (20 يناير 2006 - )[5]
- غيونغسانغ الجنوبية (17 أكتوبر 2009 - )[5]

## أعلام
- ياسو تاكاموري
- ماساتاكا تامورا
- هيروكازو ساساكي
- إيزو كينموتسو
- يوكا كادو